# Toni Ebel
 (mai 2024).
Toni Ebel (10 novembre 1881, Berlin - 9 juin 1961, Berlin) est une peintre allemande. 
Elle est aussi une des premières femmes trans à avoir fait l'objet de chirurgie de réassignation sexuelle, et a dû fuir l'Allemagne lorsque les Nazis sont arrivés au pouvoir.

## Biographie

### Vie pré-transition (1881-1928)
Toni Ebel est l'aînée d'une famille évangéliste comptant onze enfants. Après le lycée, elle suit en apprentissage en décoration et commerce. Sa première paye lui permet d'acheter une perruque et une robe ; ses parents les découvrent et les brûlent. Après 1901, les conflits avec sa famille se poursuivent, cette fois parce qu'elle est amoureuse d'un homme ; elle quitte donc la maison familiale pour Munich, où elle étudie la peinture. Elle fait aussi plusieurs voyages en Allemagne, en Autriche et en Italie. À Venise, Ebel rencontre un vieil américain qui devient son mécène et son amant pendant quelques années. En 1908, Ebel rentre à Berlin et vit "en homme", épouse une femme du nom d'Olga, et a un fils. Ebel n'est pas heureuse à jouer le rôle de mari et de père ; elle essaye à quatre reprises de se suicider. C'est vers cette période qu'elle développe, sous son nom de naissance, une bonne réputation dans les cercles artistiques de Käthe Kollwitz. En 1916, elle est conscrite dans l'armée et combat dans l'offensive Meuse-Argonne, en Champagne. À la suite d'une crise de nerf, elle est affectée aux forces de réserve. En 1925, Ebel devient, temporairement, membre du Parti social-démocrate indépendant d'Allemagne. Plus tard, elle dira qu'elle « a toujours été une peintre prolétaire » . 

### Les années à l'Institut de sexologie (1928-1933)

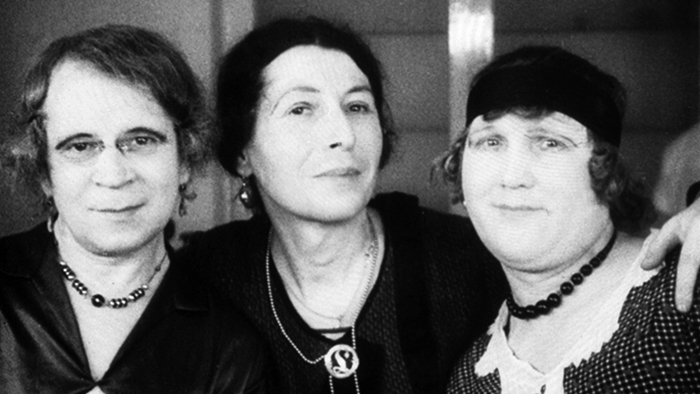
De gauche à droite : Toni Ebel, Charlotte Charlaque et Dora Richter, en 1933, dans le film Mysterium des Geschlechts.

À la suite de la maladie et de la mort de sa femme Olga, Ebel, qui travaille en tant que peintre, d'abord à Berlin-Steglitz, puis à Wedding, décide de transitionner. En 1929, elle pose une requête pour un changement de prénom officiel, souhaitant adopter celui d'Annie, qui est rejeté. Son changement de nom en Toni est accepté en 1930. À cette période de sa vie, Ebel vit à l'Institut de sexologie de Magnus Hirschfeld, qui l'emploie également ; elle y fait la rencontre de deux autres femmes trans, Charlotte Charlaque et Dora Richter. Avec le soutien de Magnus Hirschfeld, elle obtient cinq opérations de réassignation sexuelle, conduites par Felix Abraham, Erwin Gohrbandt et Ludwig Levy-Lenz. Selon les chirurgiens, la première opération a eu lieu entre le 6 janvier 1929 et le 14 novembre 1930 ; selon Ragnar Ahlstedt, elle est la troisième patiente à avoir jamais fait l'objet de telles opérations. En 1931, Felix Abraham a publié un article détaillant les procédures subies par Toni Ebel et Dora Richter.
Au début des années 1930, Ebel et Charlaque vivent ensemble au 24, Nollendorfstrasse à Berlin-Schöneberg ; Ebel est assez pauvre et complète son revenu social de la vente de quelques natures mortes. Les deux femmes sont proches de la gauche allemande et vivent une vie de bohème. Ragnar Ahlstedt, un journaliste suédois, publie en 1933 un article donnant des détails sur leurs vies. En 1933, les trois femmes trans de l'Institut (Ebel, Charlaque et Richter) apparaissent dans le film Mysterium des Geschlechts de Lothar Golte. C'est aussi pendant ces années que Ebel se convertit au judaïsme, la religion de Charlaque.

### Exil en Tchéquoslovaquie (1933-1945)
Au début du mois de mai 1933, à la suite de l'arrivée au pouvoir des Nazis, l'Institut de sexologie est pillé et brûlé ; une effigie de Hirschfeld est promenée dans les rues de Berlin au bout d'une pique, et les livres de la bibliothèque de l'Institut sont brûlés place de l'Opéra. Des tableaux d'Ebel ont subi le même sort. 
En 1934, averties par une demi-sœur d'Ebel qu'elles sont en danger, Charlaque et Ebel décident de quitter l'Allemagne ; elles se rendent avec l'aide de la communauté juive à Karlsbad, en Tchécoslovaquie. À la fin de l'été, les deux femmes se rendent à Prague, et sont en contact avec le « Comité d'émigration »  du SPD (Parti social-démocrate allemand). Elles retournent à Karlsbad à la fin de l'année 1934. De novembre 1936 à l'été 1939, Charlaque vit avec Toni Ebel à Brünn. Elles y sont en contact avec Karl Giese, ancien amant de Magnus Hirschfeld et archiviste de l'Institut de sexologie, jusqu'à son suicide.
Toni Ebel rencontre des difficultés administratives en 1939, à la suite de l'invasion de la Tchécoslovaquie par la Wehrmacht : les deux femmes doivent se rendre toutes les deux semaines au commissariat, leur maison est fouillée, et elles risquent de devoir quitter la ville. Leur situation est régularisée grâce à un élève de Charlaque qui travaille au consulat allemand : celui-ci produit un nouveau passeport pour Ebel à la fin de l'année 1938, qui sera renouvelé jusqu'en 1943.
En 1942, Charlaque, identifiée comme juive par les autorités, est arrêtée ; elle échappe de peu à l'internement en camp de concentration grâce à l'intervention d'Ebel, qui fait valoir la nationalité américaine de Charlaque auprès du consul suisse. Charlaque doit quitter le territoire dans le cadre d'un échange de prisonniers et ne reviendra jamais en Europe. Ebel est affectée par le départ de sa partenaire ; elle écrira plus tard : « Il m'était impossible de travailler de toute la journée, ma bien-aimée n'était plus à mes côtés. »

### Après la guerre (1945-1961)
Après la fin de la guerre, Ebel vit en Allemagne de l'Est, où elle reçoit une petite pension en tant que victime des « préjugés raciaux » du National-Socialisme, et continue à travailler comme peintre. Elle réalise principalement des paysages et des portraits ; son travail fera l'objet d'une attention des cercles artistiques de l'Allemagne de l'Est à partir des années 1950. Elle est membre de l'Association des Artistes Visuels d'Allemagne de l'Est et expose des œuvres à Dresde en 1953, 1958/1959 et 1962/1963. Sa féminité n'a pas été remise en question sur cette période, même si de nombreux témoignages font état de sa « voix basse ».

## Œuvres choisies
- Autoportrait (Peinture à l'huile ; exposée à la quatrième exposition d'art allemande en 1958/1959)[11]
- Fallobst (Peinture à l'huile ; exposée à la quatrième exposition d'art allemande en 1958/1959)[12]
- Arbeiterveteran (Peinture à l'huile ; exposée à la cinquième exposition d'art allemande en 1962/1963)[13]
- Bildnis meiner Schwester (Peinture à l'huile ; exposée à la cinquième exposition d'art allemande en 1962/1963)[14]
- Wissen ist Macht (Peinture à l'huile ; exposée à la quatrième exposition d'art allemande en 1958/1959)[15]